# Stanislaus Kobierski
Stanislaus Kobierski est un footballeur international allemand, né le 15 novembre 1910 et mort le 18 novembre 1972. 

## Biographie
Stanislaus Kobierski fut international allemand à 26 reprises entre 1931 et 1941, marquant 9 buts. En tant qu'attaquant, il participa à la Coupe du monde de football 1934, en Italie. Il joua 3 matchs sur 4 (Belgique, Suède, Tchécosovaquie). Il fut le premier buteur allemand en Coupe du monde de football, marquant à la 25e minute de jeu, pour une victoire 5 buts à 2 contre la Belgique. Avec l'Allemagne, il termina troisième.
En clubs, il joua dans des clubs de Düsseldorf (SC Schwarz-Weiß 06 Düsseldorf et Fortuna Düsseldorf), remportant un championnat d'Allemagne en 1937.

## Clubs
- SC Schwarz-Weiß 06 Düsseldorf
- Fortuna Düsseldorf

## Palmarès
- Championnat d'Allemagne de football
  - Champion en 1937
  - Vice-champion en 1936
  - Troisième en 1938
- Coupe d'Allemagne de football
  - Finaliste en 1937
  - Demi-finaliste en 1940
- Coupe du monde de football
  - Troisième en 1934